# Lacune d'Olson
La lacune d'Olson ou extinction d'Olson est une extinction ou crise biologique d'importance qui s'est produite il y a environ 274 Ma (millions d'années) au début de l'époque du Guadalupien au cours du Permien, et qui a donc précédé d'environ 22 Ma l'extinction massive du Permien-Trias.

## Découverte
La première suggestion de cette extinction a eu lieu quand l'américain Everett C. Olson a noté un hiatus entre la faune du début du Permien, dominée par les synapsides permo-carbonifères, alors appelés pélycosaures, et celle du milieu et de la fin du Permien, dominée par les thérapsides. Considéré d'abord comme dû à une période de mauvaise conservation de fossiles, l'événement a été baptisé "Lacune d'Olson", ou, en anglais, « Olson's Gap »,. Cependant, la présence de cette lacune dépend en partie de l'âge de certaines formations fossilifères d'Oklahoma et du Texas, qu'Olson pensait dater du début du Permien moyen. La suggestion que ces formations (Chickasha et San Angelo) dataient plutôt du Koungourien (analogie à Koungour en Russie), contrairement à l'avis d'Olson, suggérait une lacune, ce que réfute des études récente, qui date bien ces formations du Roadien (début du Permien moyen),. 
Puis, pendant les années 1990 et 2000, les chercheurs ont rassemblé des données sur la diversité des plantes, des organismes marins et des tétrapodes suggérant qu'un changement brutal précédant l'extinction Permien-Trias avait eu un impact profond sur la vie sur Terre. Sahney et Benton ont argumenté qu'il y avait eu une baisse significative dans la biodiversité des vertébrés au cours de l'extinction d'Olson. Ils ont aussi suggéré qu'en plus de la diminution du nombre de fossiles pendant cette période, l'événement pouvait être confirmé par l'intervalle de temps séparant les fossiles d'avant et après l'extinction. Cependant, une étude plus récente, fondée sur des données stratigraphiques à plus fine résolution, suggère un lent déclin pendant une vingtaine de millions d'années débutant au Sakmarien et se prolongeant au moins jusque pendant le Koungourien.
Cette extinction possible d'Olson n'intervient qu'environ 14 Ma avant une autre crise biologique, celle du Capitanien, qui a décimé les brachiopodes, en particulier au Spitzberg, il y a environ 262 Ma, et qui a été considérée par David P.G. Bond et al. en 2015 comme une possible extinction massive liée à de puissantes éruptions volcaniques dans le sud de la Chine,. Elle intervient aussi surtout « seulement » 22 Ma environ avant la plus grande des extinctions connues à ce jour, l'extinction du Permien-Trias,.

## Récupération
La faune n'a pas récupéré totalement de l'extinction d'Olson avant l'extinction du Permien-Trias. Les estimations de temps de récupération varient et certains auteurs estiment que la récupération s'est prolongée sur une période de 30 millions d'années au cours du Trias.
Plusieurs événements importants ont eu lieu au cours de l'extinction d'Olson, notamment l'apparition des thérapsides, un groupe qui comprend les ancêtres des mammifères. Des recherches plus poussées sur les thérapsides primitifs identifiés en 2009 dans la Formation chinoise de Xidagou (en) (localité de Dashankou), datant du Roadien, pourront peut-être fournir plus d'information sur ce sujet.